# Tynset (sat)
Tynset este o localitate situată în partea de sud a Norvegiei, în comuna omonimă din provincia Innlandet. Este localitatea de reședință a comunei, are o suprafață de 2,61 km² și o populație de 2.779 locuitori (2021). Până la data de 1.1.2020 a aparținut provinciei Hedmark. Stație de cale ferată, construită în anul 1877, pe linia Røros (Rørosbanen).